# Synsepalum letouzei
Synsepalum letouzei là một loài thực vật có hoa trong họ Hồng xiêm. Loài này được Aubrév. miêu tả khoa học đầu tiên năm 1963.